# Eschweilera sclerophylla
Eschweilera sclerophylla är en tvåhjärtbladig växtart som beskrevs av José Cuatrecasas. Eschweilera sclerophylla ingår i släktet Eschweilera och familjen Lecythidaceae. IUCN kategoriserar arten globalt som sårbar.
Artens utbredningsområde är Colombia. Inga underarter finns listade i Catalogue of Life.